# Les Myrmidons
Pour les articles homonymes, voir Myrmidon.

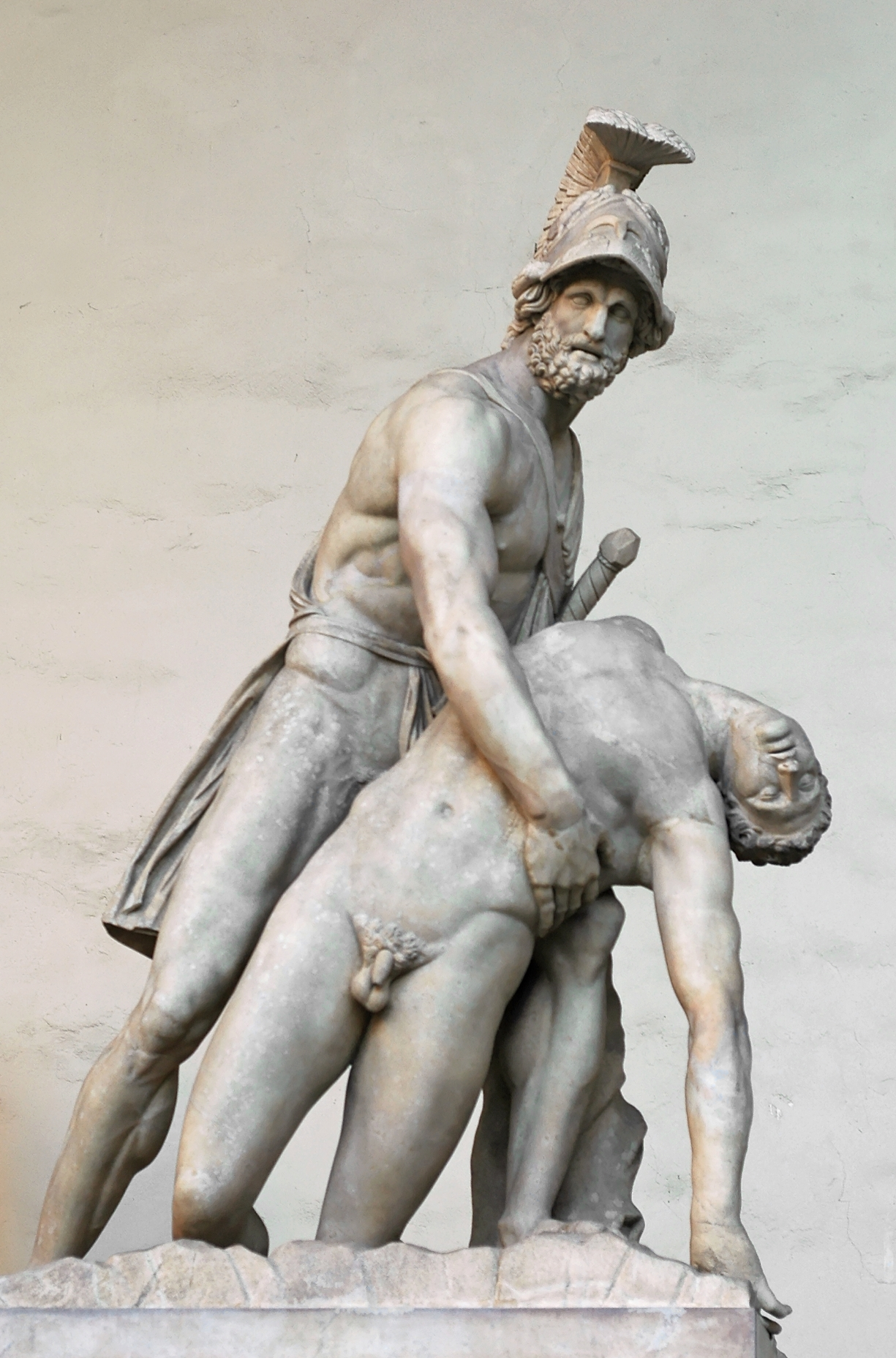
Ménélas portant le corps de Patrocle, copie romaine d'après un original hellénistique, Loggia des Lanzi à Florence.

Les Myrmidons est une tragédie perdue d'Eschyle, connue uniquement par quelques fragments. Son style y est très proche de celui d'Homère. Elle forme la première partie de l'Achilléide d'Eschyle, une trilogie ou tétralogie comprenant également Les Néréides et Les Phrygiens ou La Rançon d’Hector.

## Sujet
Les Myrmidons est la première pièce de la trilogie/tétralogie. Elle est basée sur les livres 9 et 16 de l'Iliade. Dans le récit de l’Iliade, Achille humilié par Agamemnon décide de se retirer avec ses soldats (les Myrmidons) de la Guerre de Troie. Quand Achille autorise ses hommes à retourner se battre, son ami et amant Patrocle part finalement en portant l'armure d'Achille et se faisant passer pour lui, il est tué. La perte de Patrocle convainc Achille de reprendre les armes.

## Description de la pièce
Au début de la pièce, un chœur de Myrmidons entre et demande à un Achille silencieux de reprendre les armes. Achille demeure silencieux et deux hérauts, possiblement Talthybios et Eurybates entrent avec la même requête. Phénix entre alors et annonce ou non que les grecs (les Achaeans (en) dans le texte) menacent de le lapider s'il ne reprend pas le combat. Achille sort de son silence et accepte de laisser les Myrmidons se battre mais il semble que sa décision soit précédée par l'annonce de l'incendie des navires grecs par un messager (peut être Patrocle). Patrocle prend ou enfile l'armure d'Achille et sort de scène. La nouvelle de sa mort est apportée par Antiloque possiblement précédé d'un messager. La pièce se termine par des lamentations sur la mort de Patrocle; l'aspect sexuel de la perte est particulièrement mis en avant.

## Première utilisation du termeHippalectryon
On trouve dans la pièce la première occurrence connue du terme Hippalectryon (désignant une créature hybride cheval-coq):
« L'hippalectryon jaune-brun attaché [sur le navire], fruit d'un laborieux travail de peinture, se répand goutte-à-goutte ». (fragment 61).
Eschyle décrit un navire grec incendié par les troyens et sur lequel un hippalectryon était peint et fond sous l'effet de la chaleur. Le terme est popularisé par Aristophane qui fait de ce terme marginal très peu utilisé l'une de ses injures préférées. Dans Les Grenouilles d'Aristophane, Euripide se moque d'Eschyle à ce sujet : « Était-il donc nécessaire de mettre un coq dans des tragédies ? »,.

### Extrait
Un fragment de ce texte, daté du Ve siècle av. J.-C., décrit un navire et parle d'un « cheval-coq couleur de feu ». Ces fragments sont connus grâce à Aristophane, qui raille Eschyle pour avoir parlé de l'hippalectryon.

« La figure d'un hippalectryon est ici sur le navire de Protésilaos : on peut voir le travail laborieux effectué sur les peintures (...) »

## Autres extraits
D'autres fragments de la tragédie sont rapportés par Plutarque :

« Eh quoi ! Pour la pureté de mes cuisses tu n'as que du mépris ! De mes nombreux baisers est-ce donc là le prix ? »

« C'est aussi la marque des hommes justes et sages - même dans la calamité de ne pas entretenir la colère contre les dieux. »

— (fragment 155)